# Izidor Štrok
Izidor Štrok (Podgora kraj Krapine, 24. travnja 1911. - Zagreb, 2. lipnja 1984.) bio je hrvatski komunistički političar i narodni heroj Jugoslavije.

## Životopis
Osnovnu školu završio je u rodnom mjestu, nakon čega mu se obitelj 1927. preselila u Zagreb. Kada je u Španjolskoj izbio građanski rat, Izidor Štrok je stupio u Internacionalne brigade. U Španjolskoj je bio do 1938. godine. Tada je primljen za člana Komunističke partije Jugoslavije.
Po dolasku u Zagreb aktivno se uključio u pripremanje oružanog ustanka. Poslije toga odlazi u Karlovac. Sredinom 1942. godine, postao je zapovjednik Kalničkog partizanskog odreda. U rujnu 1943. godine Štrok je postavljen za zapovjednika partizanske brigade „Braća Radić”, a u prosincu za zapovjednika 32. zagorske divizije.
Poslije rata Štrok je bio šef delegacije za preraspodjelu robe koju je poslala UNNRA. Početkom 1946. godine postavljen je za tehničkog direktora „Autosaobraćaja Hrvatske”. Neko je vrijeme bio na dužnostima u Albaniji, nakon čega se krajem 1946. vratio u zemlju. Tada je vršio niz funkcija u Jugoslavenskoj narodnoj armiji.
Umro je 2. lipnja 1984. godine u Zagrebu. Pokopan je u Grobnici narodnih heroja na zagrebačkom groblju Mirogoju.
Nositelj je Partizanske spomenice 1941. i više jugoslavenskih odlikovanja. Ordenom narodnog heroja odlikovan je 27. studenog 1953. godine.